# Oscar Stanton De Priest
Oscar Stanton De Priest (9 mars 1871 - 12 mai 1951) est un homme politique afro-américain, défenseur des droits civiques à Chicago. Membre du Parti républicain de l'Illinois, il est le premier Afro-Américain à être élu au Congrès au XXe siècle et il demeure le seul Afro-Américain à siéger à la chambre des représentants des États-Unis pendant ses trois mandats. Il représente le premier district du Congrès de l'Illinois de 1929 à 1935. De Priest est également le premier élu afro-américain qui ne représente pas l'un des États du sud et le seul Noir élu au Congrès 28 ans après la fin du mandat du représentant de la Caroline du Nord, George Henry White (en) en 1901.
Né en Alabama de parents affranchis, De Priest grandit à Dayton dans l'Ohio. Il étudie le commerce et fait fortune à Chicago comme entrepreneur, dans les investissements immobiliers et la bourse, avant le Crash de 1929. Homme politique local prospère, il est le premier Afro-Américain élu au conseil municipal de Chicago, en 1914, grâce notamment au soutien des Afro-Américaines de l'Alpha Suffrage Club.
Au Congrès, au début des années 1930, il dénonce la discrimination raciale, lors de conférences dans le Sud des États-Unis ou en militant pour que les noirs puissent entrer dans le restaurant de la Chambre des représentants alors qu'ils ne sont admis qu'au sous-sol. Il fait adopter un amendement visant à abroger la ségrégation raciale dans le Civilian Conservation Corps, l'un des programmes de lutte contre le chômage du New Deal instauré par le président Franklin D. Roosevelt. Il présente une loi anti-lynchage à la Chambre (elle n'est pas adoptée en raison de l'opposition du Parti démocrate du Solid South).
Il prône les actions au niveau local et de l'État, s'opposant ainsi au New Deal. En 1934, De Priest est battu par Arthur W. Mitchell (en), le premier Afro-Américain démocrate élu au Congrès, qui lui soutient le programme de Roosevelt. Il retourne à Chicago et, après avoir réussi dans les affaires, il revient à la politique comme conseiller municipal de Chicago de 1943 à 1947.

## Biographie

### Jeunesse
De Priest naît en 1871 à Florence, Alabama, dans une famille d'affranchis métis. Sa mère, Martha Karsner, travaille à temps partiel comme blanchisseuse, et son père Neander De Priest est fermier.
En 1878, un an après la fin de la reconstruction et le retrait des troupes fédérales de la région, la violence contre les afro-américains augmente en Alabama lorsque des Blancs rétablissent  la suprématie blanche. Le père d'Oscar De Priest sauve son ami, l'ancien élu républicain James T. Rapier (en), d'un lynchage. Oscar de Priest, âgé de sept ans découvre un de ses voisins noir assassiné par balle, sur le pas de sa porte. Cette année-là la famille quitte l'Alabama dans le cadre du mouvement « Exodus »,. Des milliers de Noirs fuient l'oppression continue des Blancs dans le Sud des États-Unis en se déplaçant vers des États qui leur promettent la liberté et de meilleures opportunités économiques. C'est le cas du Kansas. Les De Priest  s'installent à Salina, où Oscar De Priest fréquente les écoles publiques. Il étudie ensuite la comptabilité à la Salina Normal School tout en travaillant en parallèle comme ouvrier agricole.

## Carrière

### Entreprise
En 1889, il s'installe à Chicago dans l'Illinois, ville industrielle en plein essor. Il travaille d'abord comme apprenti plâtrier, peintre en bâtiment et décorateur et enfin courtier immobilier. Il construit sa fortune sur le marché boursier et dans l'immobilier en aidant les familles noires à s'installer dans des quartiers autrefois entièrement blancs. Les populations se succèdent dans de nombreux quartiers sous la pression de nouveaux migrants.

### Politique
De 1904 à 1908, De Priest est membre du conseil d'administration du comté de Cook (Illinois).
L'Alpha Suffrage Club de Chicago, entraîné par Ida B. Wells, soutient la campagne de De Priest qui est élu en 1914 au conseil municipal de Chicago pour la deuxième circonscription de la ville. Il est le premier conseiller municipal noir de Chicago. En 1917, il est inculpé pour corruption et démissionne de son mandat. Il engage Clarence Darrow, un avocat de renom, pour sa défense et il est acquitté. Son successeur est Louis B. Anderson (en).
En 1919, De Priest se présente sans succès comme conseiller municipal en tant que membre du People's Movement Club, une organisation politique qu'il a fondée. En quelques années, cette organisation noire devient l'une des plus puissantes à Chicago. Il devient le principal homme politique noir sous l'administration du maire républicain de Chicago, William Hale Thompson.

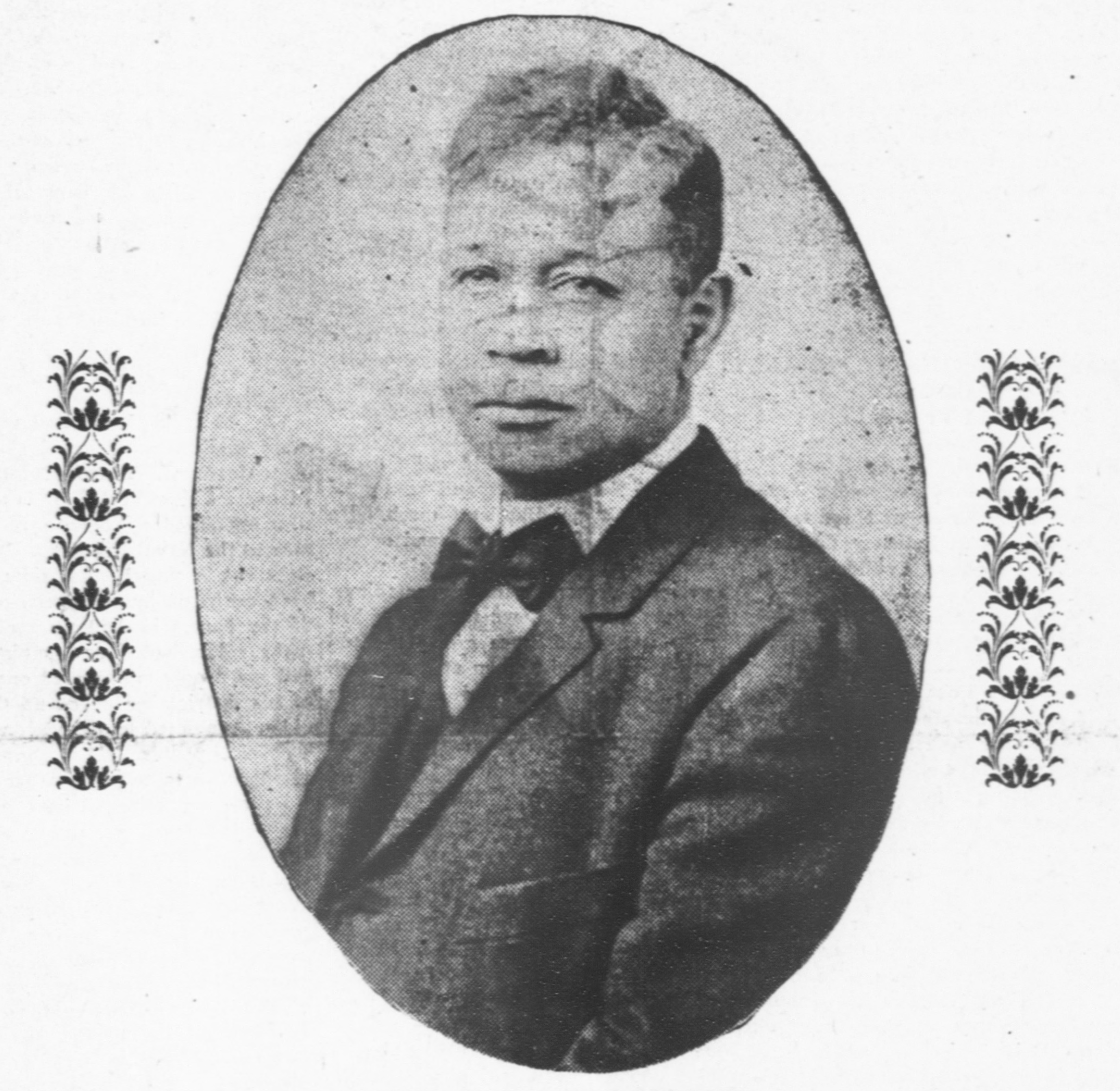
Oscar De Priest en mai 1922.

En 1928, lorsque le membre du Congrès républicain Martin B. Madden (en) meurt, le maire Thompson choisit De Priest pour le remplacer sur le bulletin de vote. Il est le premier Afro-Américain à être élu au Congrès au XXe siècle et le premier élu afro-américain qui ne représente pas un des États du sud. Il représente le premier district du Congrès de l'Illinois (qui comprend le secteur du Loop et une partie du South Side de Chicago) en tant que républicain. Lors de l'élection de 1930, De Priest est défié à la primaire par le célèbre porte-parole afro-américain, orateur et républicain Roscoe Conkling Simmons (en). Il remporte la primaire et gagne ensuite les élections générales. Pendant ses trois mandats consécutifs (1929-1935), il est le seul représentant noir au Congrès. Il présente plusieurs projets de loi anti-discrimination pendant ces années de Grande Dépression.

### Projets de loi

Oscar De Priest en 1929.

L'amendement de 1933 De Priest interdisant la discrimination dans le Civilian Conservation Corps (CCC), un programme du New Deal qui vise à employer des travailleurs pour construire des infrastructures à travers le pays, est adopté par le Sénat et promulgué par le président Franklin D. Roosevelt. Son projet de loi anti- lynchage (House Joint Resolution 171, en 1933) échoue en raison de l'opposition des démocrates blancs du Solid South, bien que cette loi n'inscrive pas le lynchage comme crime fédéral. Les précédents projets de loi anti-lynchage n'avaient pas été adoptés par le Sénat, qui est dominé par le Sud depuis la privation du droit de vote des Noirs au tournant du siècle, grâce aux black codes, aux lois Jim Crow.
Il présente son projet de loi dans un long discours argumenté, au cours duquel il lit des articles de journaux et des avis juridiques. Il cite des noms de victimes de lynchage depuis 1927 et fournit des tableaux détaillés sur ces meurtres. Son troisième projet de loi vise à permettre un transfert de juridiction si un accusé pense qu'il ne peut pas bénéficier d'un procès équitable en raison de sa race ou de sa religion. Celui-ci est adopté ultérieurement par le Congrès. Il propose, par ailleurs, de réduire le nombre de représentants à la Chambre issus des États où les votants noirs sont privés de leurs droits. Il tente, enfin, d'introduire un projet de loi pour indemniser les anciens esclaves âgés.

### Lutte contre les discriminations

#### Accès au restaurant de la Chambre
Les militants des droits civiques critiquent De Priest pour s'être opposé à l'aide fédérale aux pauvres, mais l'applaudissent pour avoir prononcé des discours publics dans le Sud malgré des menaces de mort. Ils félicitent également De Priest pour avoir dit à un sénateur de l'Alabama qu'il n'était pas assez fort pour l'empêcher de dîner dans le restaurant privé du Sénat. Certains membres du Congrès mangent, en effet, au restaurant du Sénat pour éviter De Priest, qui mange généralement dans la salle à manger réservée aux membres du Congrès. Les espaces publics des restaurants de la Chambre et du Sénat sont séparés. La Chambre autorise De Priest à amener parfois un collaborateur ou des visiteurs noirs dans la salle à manger des membres, mais s'oppose à ce qu'il fasse venir des groupes mixtes de noirs et de blancs.
De Priest défend le droit des étudiants de l'Université Howard, un collège historiquement noir de Washington, de manger dans la salle publique du restaurant de la Chambre et non au sous-sol près de la cuisine, utilisé principalement par les employés et visiteurs noirs. Il porte cette question de la discrimination à l'égard des étudiants (et d'autres visiteurs noirs) devant un comité bipartite spécial de la Chambre. Durant un débat houleux de trois mois, la minorité politique républicaine fait valoir que la pratique discriminatoire du restaurant viole les droits à l'égalité d'accès du 14e  amendement. La majorité démocrate contourne la question en affirmant que le restaurant est un établissement privé non ouvert au public. Le restaurant reste séparé entre Noirs et Blancs pendant une grande partie des années 1940 et peut-être jusqu'en 1952.

#### Réception à la Maison Blanche et introduction à West Point
En 1929, De Priest fait l'actualité nationale lorsque la Première Dame, Lou Hoover, invite sa femme, Jessie De Priest (en), au thé traditionnel organisé pour les épouses du Congrès à la Maison Blanche, ce qui déclenche un torrent d'indignation,.
De Priest nomme Benjamin O. Davis, Jr. à l'Académie militaire de West Point, à une époque où le seul officier afro-américain de l'armée est Benjamin O. Davis, Sr., père de ce dernier.

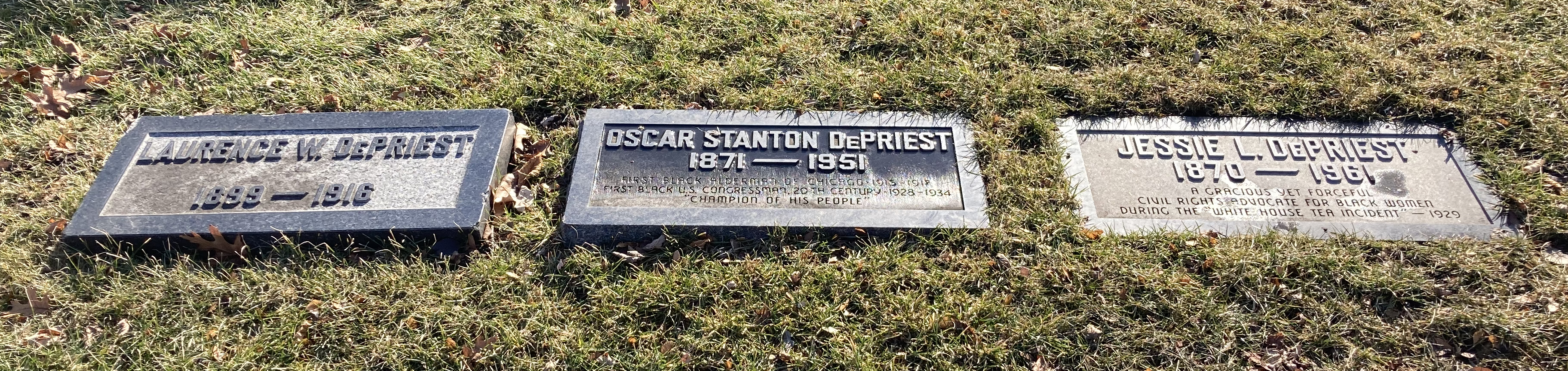
La tombe d'Oscar Stanton De Priest au cimetière de Graceland.

### Opposition auNew Deal
Principalement aligné sur la droite politique, De Priest s'oppose généralement aux programmes fédéraux libéraux du New Deal, soutenant plutôt les initiatives au niveau de l'État ou locales. Il exprime son rejet du communisme, craignant que son influence ne s'étende aux Noirs mécontents. Il propose en vain la création d'un comité spécial qui enquêterait sur le Parti communiste des États-Unis.
Au début des années 1930, la popularité de De Priest décline parce qu'il continue à s'opposer à l'augmentation des impôts pour les riches et qu'il combat les programmes de secours fédéraux à l'époque de la Grande dépression sous le président Roosevelt. De Priest est battu aux élections de 1934 à la Chambre des représentants des États-Unis par le républicain afro-américain devenu démocrate, Arthur W. Mitchell (en), qui fait campagne pour soutenir le New Deal. Après être retourné à ses affaires et à sa vie politique locale, De Priest est réélu comme conseiller municipal du 3e arrondissement de Chicago de 1943 à 1947.

## Vie privée

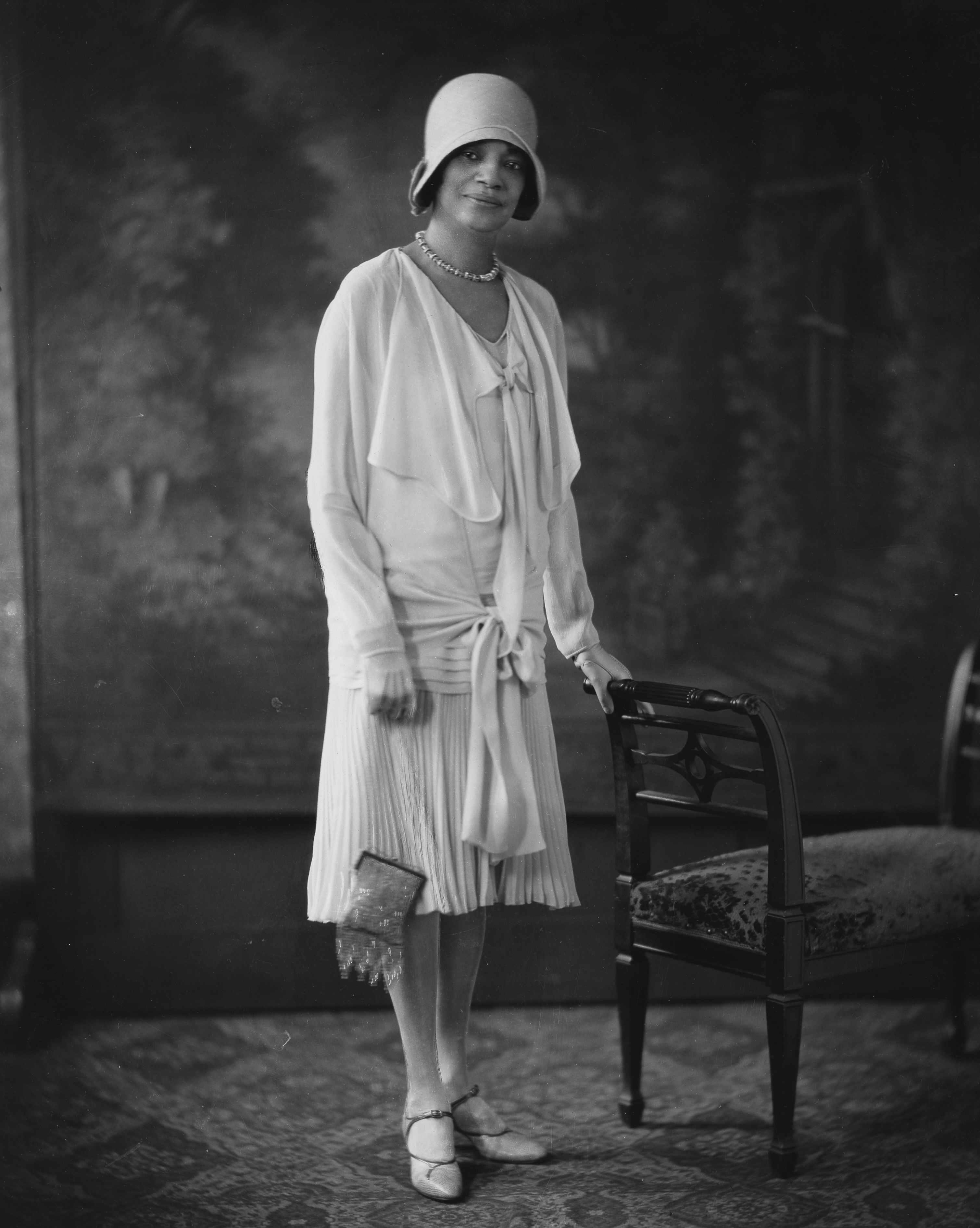
Jessie De Priest, épouse d'Oscar Stanton De Priest

De Priest épouse Jessie L. Williams (en) (3 septembre 1870 - 31 mars 1961). Ils ont deux fils : Laurence W. (1899 - 1916), mort à l'âge de 16 ans et Oscar Stanton De Priest, Jr. (1906-1983). Oscar Stanton De Priest meurt à Chicago à 80 ans, des suites d'un accident avec un bus et il est enterré au cimetière de Graceland.
Un arrière-petit-fils d'Oscar De Priest, Jr., Philip R. De Priest, devient l'administrateur de la succession après la mort de sa grand-mère en 1992. Elle comprend la maison Oscar Stanton De Priest (son arrière-grand-père), devenu un monument historique national, avec notamment le bureau resté en l'état depuis 1951. Cet arrière-petit-fils travaille à la restauration de ce bureau et de la maison et à l'évaluation des archives politiques - « un véritable trésor ».

## Héritage et honneurs
- La maison Oscar Stanton De Priest à Chicago, à la 45e rue et King Drive, est désignée monument historique national et point d'intérêt de la ville[19].